# دوقة ليمبورخ

## دوقة ليمبورخ

### أسرة ميتز، 1065–1119
| الصورة | الاسم                   | الأب                                                            | الميلاد | الزواج | أصبحت كونتيسة           | توقفت عن اللقب    | الوفاة            | زوجة       |
| ------ | ----------------------- | --------------------------------------------------------------- | ------- | ------ | ----------------------- | ----------------- | ----------------- | ---------- |
|        | Jutta of Lower Lorraine | Frederick of Luxembourg, Duke of Lower Lorraine ‏ (آل لوكسمبورغ) | 1050    | 1065   | 1065 اعتلاء الزوج العرش | 1082 وفاة الزوج   | 1102              | Waleran I ‏ |
|        | Adelaide of Podenstein  | Botho, Count of Pottenstein                                     | 1061    | -      | 1082 اعتلاء الزوج العرش | بعد 13 أغسطس 1106 | بعد 13 أغسطس 1106 | Henry I ‏   |

### أسرة ميتز، 1119–1283
| الصورة | الاسم                                     | الأب                                         | الميلاد    | الزواج        | أصبحت دوقة                        | Ceased to be Duchess      | الوفاة           | دوق ليمبورخ                 |
| ------ | ----------------------------------------- | -------------------------------------------- | ---------- | ------------- | --------------------------------- | ------------------------- | ---------------- | --------------------------- |
|        | Judith of Guelders, heiress of Wassenberg | Gerard I, Count of Guelders (Dampierre)      | 1087       | 1107/10       | 1119 اعتلاء الزوج العرش           | 16 يوليو 1139 وفاة الزوج  | 24 يونيو 1151    | Waleran II ‏                 |
|        | Matilda of Saffenberg                     | Adolf, Count of Saffenberg (Saffenberg)      | 1113       | 1136          | 16 يوليو 1139 اعتلاء الزوج العرش  | 2 يناير 1145              | 2 يناير 1145     | Henry II ‏                   |
|        | Laurette of Flanders                      | تييري كونت فلاندرز (قائمة حكام لورين)        | 1130       | 1150          | 1150                              | قبل 1152 divorce          | 1175             | Henry II ‏                   |
|        | Sophia of Saarbrücken                     | Simon I, Count of Saarbrücken (Saarbrücken)  | 1149       | 1165          | 19 أغسطس 1167 اعتلاء الزوج العرش  | 1215                      | 1215             | Henry III ‏                  |
|        | إرميسيند، كونتيسة لوكسمبورغ               | هنري الرابع، كونت لوكسمبورغ (Namur)          | يونيو 1186 | مايو 1214     | 21 يونيو 1221 اعتلاء الزوج العرش  | 2 يوليو 1226 وفاة الزوج   | 12 فبراير 1247   | فاليران الثالث، دوق ليمبورخ |
|        | Ermengard of Berg ‏                        | Adolf VI, Count of Berg ‏ (دوقية برغ)         | -          | 1217/8        | 2 يوليو 1226 اعتلاء الزوج العرش   | 25 فبراير 1247 وفاة الزوج | 1248/9           | Henry IV ‏                   |
|        | Judith of Cleves                          | Dietrich V, Count of Cleves (دوقية كليفه)    | -          | -             | 25 فبراير 1247 اعتلاء الزوج العرش | قبل 1278                  | قبل 1278         | Waleran IV ‏                 |
|        | Kunigunde of Brandenburg                  | Otto, Margrave of Brandenburg (أسرة أسكانيا) | -          | 10 يناير 1278 | 10 يناير 1278                     | 1279 وفاة الزوج           | بعد 8 يونيو 1292 | Waleran IV ‏                 |

- فترة خلو العرش (1283–1288)

### أسرة لوفان، 1288–1406
| الصورة | الاسم                                 | الأب                                     | الميلاد       | الزواج        | أصبحت دوقة                        | توقفت عن اللقب            | الوفاة           | دوق ليمبورخ             |
| ------ | ------------------------------------- | ---------------------------------------- | ------------- | ------------- | --------------------------------- | ------------------------- | ---------------- | ----------------------- |
|        | Margaret of Flanders ‏                 | غي، كونت فلاندرز (Dampierre)             | 1251          | 1273          | 5 يونيو 1288 Battle of Worringen  | 3 يوليو 1285              | 3 يوليو 1285     | جون الأول، دوق برابانت  |
|        | مارغريت من إنجلترا، دوقة برابانت ‏     | إدوارد الأول ملك إنجلترا (بلانتاجانت)    | 15 مارس 1275  | 8 يوليو 1290  | 3 مايو 1294 اعتلاء الزوج العرش    | 27 أكتوبر 1312 وفاة الزوج | بعد 11 مارس 1333 | John II ‏                |
|        | Marie d'Évreux                        | لويس، كونت إفرو (Évreux)                 | 1303          | 19 يوليو 1311 | 27 أكتوبر 1312 اعتلاء الزوج العرش | 31 أكتوبر 1335            | 31 أكتوبر 1335   | John III ‏               |
|        | Joanna, Duchess of Brabant (suo jure) | John III, Duke of Brabant (أسرة ريغنار ‏) | 24 يونيو 1322 | 1334          | 5 ديسمبر 1355 وفاة الأب           | 1 نوفمبر 1406             | 1 نوفمبر 1406    | فيليم الثاني، كونت هينو |

### فالوا، 1406–1482
| الصورة | الاسم                         | الأب                                                                    | الميلاد        | الزواج         | أصبحت دوقة                       | توقفت عن اللقب                       | الوفاة         | دوق ليمبورخ                             |
| ------ | ----------------------------- | ----------------------------------------------------------------------- | -------------- | -------------- | -------------------------------- | ------------------------------------ | -------------- | --------------------------------------- |
|        | Jeanne of Saint Pol           | Waleran III of Luxembourg, Count of Ligny and Saint Pol ‏ (آل لوكسمبورغ) | 1380/85        | 21 فبراير 1402 | 1 نوفمبر 1406 اعتلاء الزوج العرش | 12 أغسطس 1407                        | 12 أغسطس 1407  | أنتوني، دوق برابانت                     |
|        | إليزابيث، دوقة لوكسمبورغ      | John of Görlitz (آل لوكسمبورغ)                                          | نوفمبر 1390    | 16 يوليو 1409  | 16 يوليو 1409                    | 25 أكتوبر 1415 وفاة الزوج            | 3 أغسطس 1451   | أنتوني، دوق برابانت                     |
|        | جاكلين، كونتيسة هينو          | ويليام الثاني، دوق بافاريا (فيتلسباخ)                                   | 16 أغسطس 1401  | 18 أبريل 1418  | 18 أبريل 1418                    | 7 مارس 1422 حصلت على الطلاق الباباوي | 8 أكتوبر 1436  | John IV ‏                                |
| -      | Margaret                      | ?                                                                       | ?              | ?              | 17 أبريل 1427 اعتلاء الزوج العرش | 14 أغسطس 1430 وفاة الزوج             | ?              | Philip I ‏                               |
|        | إيزابيل أفيس (1397-1471)      | جواو الأول (ملك البرتغال) (أفيز)                                        | 21 فبراير 1397 | 7 يناير 1430   | 7 يناير 1430                     | 15 يوليو 1467 وفاة الزوج             | 17 ديسمبر 1471 | فيليب الطيب                             |
|        | مارغريت من يورك ‏              | ريتشارد يورك (أسرة يورك)                                                | 3 مايو 1446    | 9 يوليو 1468   | 9 يوليو 1468                     | 5 يناير 1477 وفاة الزوج              | 23 نوفمبر 1503 | شارل الجريء                             |
|        | ماري دوقة بورغونيا (suo jure) | شارل الجريء (عائلة فالوا- بورجوندي)                                     | 13 فبراير 1457 | 18 أغسطس 1477  | 5 يناير 1477 الأب's الوفاة       | 23 نوفمبر 1503                       | 23 نوفمبر 1503 | ماكسيمليان الأول (إمبراطور روماني مقدس) |

### هابسبورغ، 1482–1700
| الصورة | الاسم                      | الأب                                                  | الميلاد        | الزواج         | أصبحت دوقة                       | توقفت عن اللقب            | الوفاة         | دوق ليمبورخ               |
| ------ | -------------------------- | ----------------------------------------------------- | -------------- | -------------- | -------------------------------- | ------------------------- | -------------- | ------------------------- |
|        | خوانا الأولى               | فرناندو الثاني (تراستامارا)                           | 6 نوفمبر 1479  | 20 أكتوبر 1496 | 20 أكتوبر 1496                   | 25 سبتمبر 1506 وفاة الزوج | 12 أبريل 1555  | فيليب الأول ملك قشتالة    |
|        | إيزابيل أفيس ملكة إسبانيا  | مانويل الأول ملك البرتغال (أفيز)                      | 24 أكتوبر 1503 | 11 مارس 1526   | 11 مارس 1526                     | 1 مايو 1539               | 1 مايو 1539    | كارلوس الخامس             |
|        | ماري الأولى ملكة إنجلترا   | هنري الثامن ملك إنجلترا (أسرة تيودور)                 | 18 فبراير 1516 | 25 يوليو 1554  | 16 يناير 1556 اعتلاء الزوج العرش | 17 نوفمبر 1558            | 17 نوفمبر 1558 | فيليب الثاني ملك إسبانيا  |
|        | إليزابيث من فالوا          | هنري الثاني ملك فرنسا (فالوا)                         | 2 أبريل 1545   | 22 يونيو 1559  | 22 يونيو 1559                    | 3 أكتوبر 1568             | 3 أكتوبر 1568  | فيليب الثاني ملك إسبانيا  |
|        | آنا النمساوية ملكة إسبانيا | ماكسيمليان الثاني (هابسبورغ)                          | 1 نوفمبر 1549  | 4 مايو 1570    | 4 مايو 1570                      | 26 أكتوبر 1580            | 26 أكتوبر 1580 | فيليب الثاني ملك إسبانيا  |
|        | إليزابيث البوربونية        | هنري الرابع ملك فرنسا (آل بوربون)                     | 22 نوفمبر 1602 | 25 نوفمبر 1615 | 31 مارس 1621 اعتلاء الزوج العرش  | 6 أكتوبر 1644             | 6 أكتوبر 1644  | فيليب الرابع ملك إسبانيا  |
|        | ماريانا من النمسا          | فرديناند الثالث إمبراطور الرومانية المقدسة (هابسبورغ) | 24 ديسمبر 1634 | 7 أكتوبر 1649  | 7 أكتوبر 1649                    | 17 سبتمبر 1665 وفاة الزوج | 16 مايو 1696   | فيليب الرابع ملك إسبانيا  |
|        | ماري لويز من أورليان       | فيليب الأول، دوق أورليان (أسرة أورليان)               | 26 مارس 1662   | 19 نوفمبر 1679 | 19 نوفمبر 1679                   | 12 فبراير 1689            | 12 فبراير 1689 | كارلوس الثاني ملك إسبانيا |
|        | ماريا آنا من نويبورغ       | فيليب فيلهلم (ناخب بالاتينات) (فيتلسباخ)              | 28 أكتوبر 1667 | 14 مايو 1690   | 14 مايو 1690                     | 1 نوفمبر 1700 وفاة الزوج  | 16 يوليو 1740  | كارلوس الثاني ملك إسبانيا |

### آل بوربون، 1700–1706
| الصورة | الاسم                 | الأب                             | الميلاد        | الزواج        | أصبحت دوقة    | توقفت عن اللقب                            | الوفاة         | دوق ليمبورخ              |
| ------ | --------------------- | -------------------------------- | -------------- | ------------- | ------------- | ----------------------------------------- | -------------- | ------------------------ |
|        | ماريا لويزا من سافويا | فيتوريو أميديو الثاني (آل سافوي) | 17 سبتمبر 1688 | 2 نوفمبر 1701 | 2 نوفمبر 1701 | c. 1706 انتقلت الدوقية إلى الحكم النمساوي | 14 فبراير 1714 | فيليب الخامس ملك إسبانيا |

### هابسبورغ، 1706–1780
| الصورة | الاسم                        | الأب                                          | الميلاد       | الزواج         | أصبحت دوقة               | توقفت عن اللقب            | الوفاة         | دوق ليمبورخ                        |
| ------ | ---------------------------- | --------------------------------------------- | ------------- | -------------- | ------------------------ | ------------------------- | -------------- | ---------------------------------- |
|        | إليزابيث كريستين من بورنزويك | لودفيغ رودولف، دوق براونشفايغ-فولفنبوتل (فلف) | 28 أغسطس 1691 | 1 أغسطس 1708   | 1 أغسطس 1708             | 20 أكتوبر 1740 وفاة الزوج | 21 ديسمبر 1750 | كارل السادس (إمبراطور روماني مقدس) |
|        | ماريا تيريزا                 | كارل السادس (إمبراطور روماني مقدس) (هابسبورغ) | 13 مايو 1717  | 12 فبراير 1736 | 20 أكتوبر 1740 وفاة الأب | 29 نوفمبر 1780            | 29 نوفمبر 1780 | فرانسيس الأول                      |

### أسرة لورين، 1780–1794
| الصورة | الاسم                         | الأب                                      | الميلاد        | الزواج            | أصبحت دوقة                        | توقفت عن اللقب                                      | الوفاة        | دوق ليمبورخ                               |
| ------ | ----------------------------- | ----------------------------------------- | -------------- | ----------------- | --------------------------------- | --------------------------------------------------- | ------------- | ----------------------------------------- |
|        | ماريا لويزا من إسبانيا        | كارلوس الثالث ملك إسبانيا (آل بوربون)     | 24 نوفمبر 1745 | 5 أغسطس 1765      | 20 فبراير 1790 اعتلاء الزوج العرش | 1 مارس 1792 وفاة الزوج                              | 15 مايو 1792  | ليوبولد الثاني إمبراطور الرومانية المقدسة |
|        | ماريا تيريزا من نابولي وصقلية | فرديناندو الأول ملك الصقليتين (آل بوربون) | 6 يونيو 1772   | 15 September 1790 | 1 مارس 1792 اعتلاء الزوج العرش    | 1794 احتلت ليمبورخ من قِبل الجمهورية الفرنسية الأولى | 13 أبريل 1807 | فرانسيس الثاني                            |

### عائلة أوراني - ناساو، 1839–1866
| الصورة | الاسم                 | الأب                        | الميلاد       | الزواج         | أصبحت دوقة                       | توقفت عن اللقب                                            | الوفاة       | دوق ليمبورخ            |
| ------ | --------------------- | --------------------------- | ------------- | -------------- | -------------------------------- | --------------------------------------------------------- | ------------ | ---------------------- |
|        | آنا بافلوفنا من روسيا | بافل الأول (رومانوف)        | 18 يناير 1795 | 21 فبراير 1816 | 7 أكتوبر 1840 اعتلاء الزوج العرش | 7 مارس 1849 وفاة الزوج                                    | 1 مارس 1865  | فيلم الثاني            |
|        | صوفي (ملكة هولندية)   | فيلهلم الأول (آل فورتمبيرغ) | 17 يونيو 1818 | 18 يونيو 1839  | 7 مارس 1849 اعتلاء الزوج العرش   | 11 مايو 1867 أصبحت ليمبورخ جزءاً من مملكة الأراضي المنخفضة | 3 يونيو 1877 | فيلم الثالث ملك هولندا |